# Jean-Pierre Sauvage
Jean-Pierre Sauvage, (París, 21 d'octubre de 1944), és un químic francès especialitzat en el camp de la química de coordinació i que destaca pels seus treballs sobre les màquines moleculars. Per aquestes investigacions ha rebut el premi Nobel de Química del 2016, juntament amb el químic escocès James Fraser Stoddart i l'holandès Bernard L. Feringa.

## Vida
Sauvage es doctorà a la Universitat d'Estrasburg el 1971 essent el seu director de tesi Jean-Marie Lehn, premi Nobel de Química del 1987. Entre 1971 i 1979 fou investigador del Centre Nacional de la Recerca Científica, CNRS. Realitzà una estada a la Universitat d'Oxford, a Anglaterra, amb el professor Malcolm Green. El 1981 retornà a la Universitat d'Estrasburg com a professor. Del 1979 al 2009 fou director de recerca del CNRS, i des del 2009 és professor emèrit de la Universitat d'Estrasburg i director emèrit del CNRS.

## Obra

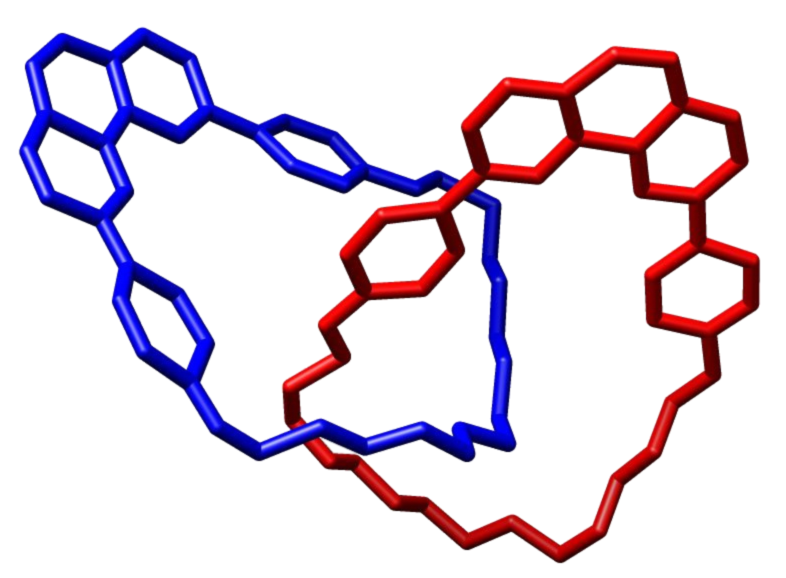
Estructura d'un catenà sintetitzat per Sauvage i col·laboradors el 1985

Sauvage ha treballat en àrees diverses. En el camp de la fotoquímica desenvolupava complexos moleculars que poden capturar l'energia lluminosa per, després, utilitzar-la en reaccions químiques. En un model d'un d'aquests complexos d'activitat fotoquímica veié que dues molècules s'entrellacen al voltant d'un ió de coure (1+) central com si fossin dues cadenes entrellaçades. Això fou la causa de canvi de direcció de la seva recerca. Aconseguí millorar el baix rendiment inicial alhora de sintetitzar aquestes molècules entrellaçades, a la vegada que en sintetitzà d'altres en formes curioses, com ara un nus de trèvol o un nus de Salomó.
El 1994, el grup de recerca de Jean-Pierre Sauvage també aconseguí la producció d'un catenà en el qual un anell podia girar, d'una manera controlada, una revolució al voltant de l'altre anell quan se li aportava energia. Aquest fou el primer embrió d'una màquina molecular no biològica.